# Poecilimon tauricola
Poecilimon tauricola är en insektsart som beskrevs av Willy Adolf Theodor Ramme 1951. Poecilimon tauricola ingår i släktet Poecilimon och familjen vårtbitare. Inga underarter finns listade i Catalogue of Life.